# One Campus Martius
El One Campus Martius es un edificio ubicado en el Downtown de Detroit, Míchigan. Situado en el 1050 Woodward Avenue, su construcción comenzó en 2000 y terminó en 2003. Tiene 15 pisos, dos sótanos y 100.000 m² de espacio de oficina. Se construyó como un edificio de oficinas con un restaurante, locales comerciales, espacio para Compuware y un gimnasio, así como un atrio. Sus principales inquilinos sn Quicken Loans, Microsoft, Meridian Health, Plante Moran y Compuware.
Fue construido frente la Monumento a los soldados y marinos de Míchigan en el estilo arquitectónico modernista tardío, utilizando vidrio, granito y piedra caliza como sus materiales principales. El Comité de Prioridades Urbanas de AIA Detroit calificó la entrada del edificio como uno de los diez mejores interiores de Detroit.

## Historia
Se encuentra en el Bloque Kern, así llamado por haber albergado en otro tiempo los grandes almacenes Kern. La tienda había existido de una forma u otra en este sitio desde 1900. La última encarnación de la tienda fue demolida en 1966, y el área permaneció en el espacio verde hasta 1999, cuando el Campus Martius Park comenzó a tomar forma. Compuware trasladó su sede y 4.000 empleados a un edificio de nueva construcción en el sitio en 2003. Quicken Loans acordó un contrato de arrendamiento de cinco años para trasladar su sede y 1.700 empleados al edificio en 2010. Plante Moran hizo lo mismo con un contrato de arrendamiento en 2013, y decidió trasladar a 75 empleados al edificio.
La presencia de Compuware en el edificio ha disminuido ya que se redujo durante la década de 2010, la compañía ahora tiene alrededor de 800 empleados en el edificio. El edificio se vendió en una empresa conjunta al grupo inmobiliario de Dan Gilbert, Bedrock Real Estate y Meridian Health, por 142 millones de dólares en noviembre de 2014. Como parte del acuerdo, Quicken Loans tomó un piso adicional que llevó su espacio en el edificio a 300,000 pies cuadrados. Meridian trasladó a 700 miembros del equipo al edificio en la primavera de 2015 con 1.700 empleados esperados para fin de año. Los empleados restantes de Compuware permanecerán en el edificio.

## Galería

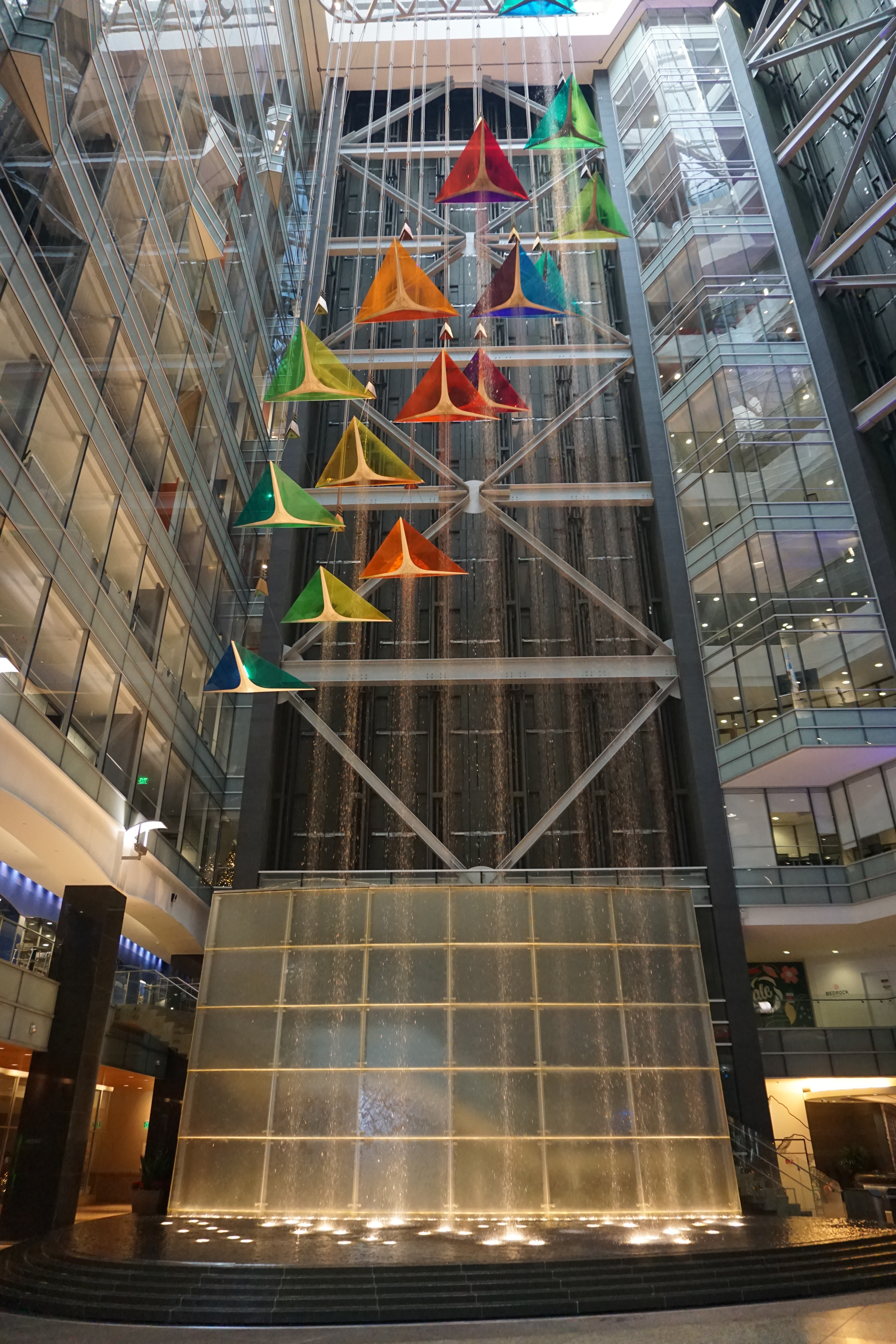
Vestíbulo
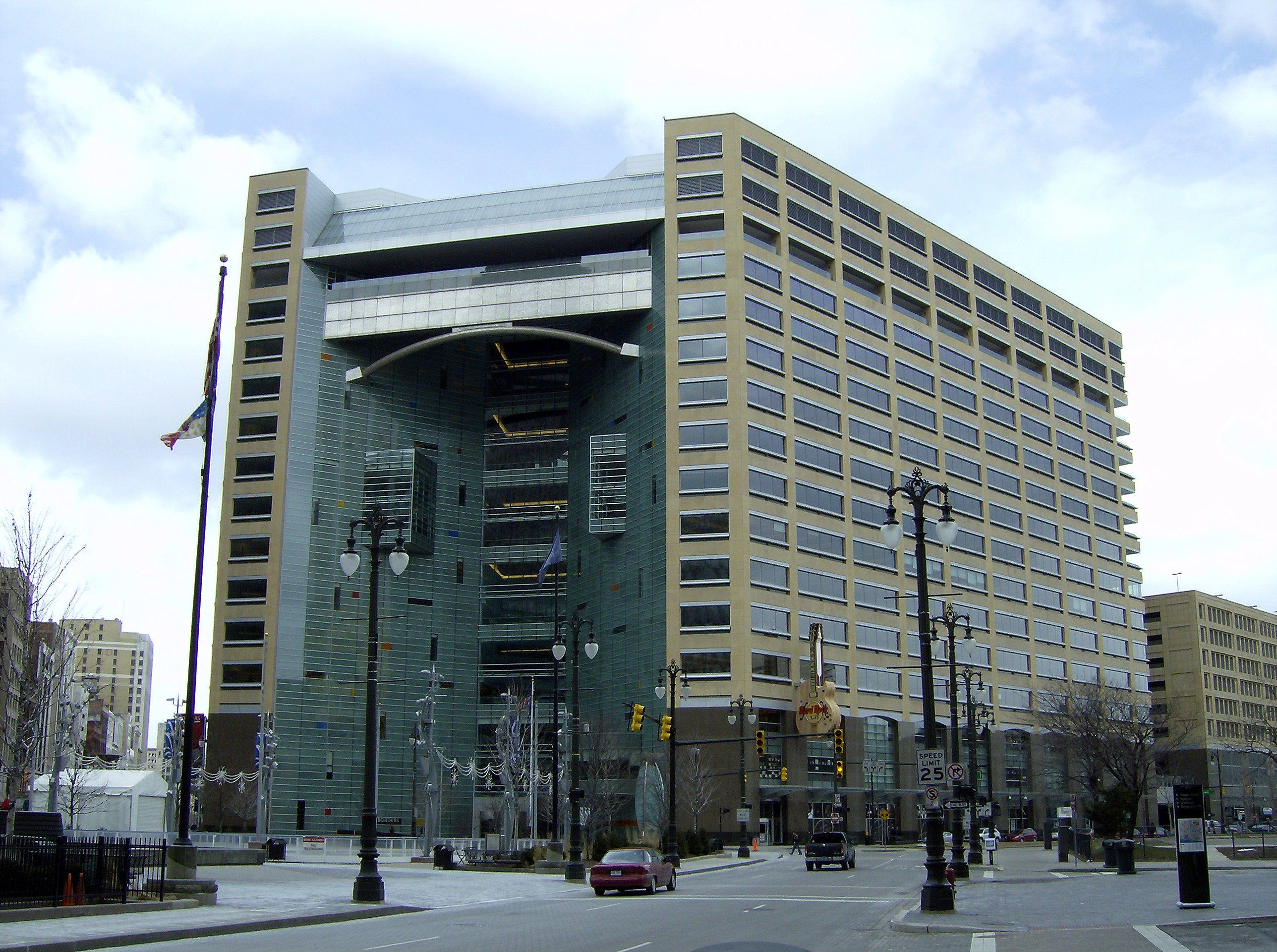
Desde Cadillac Square Park
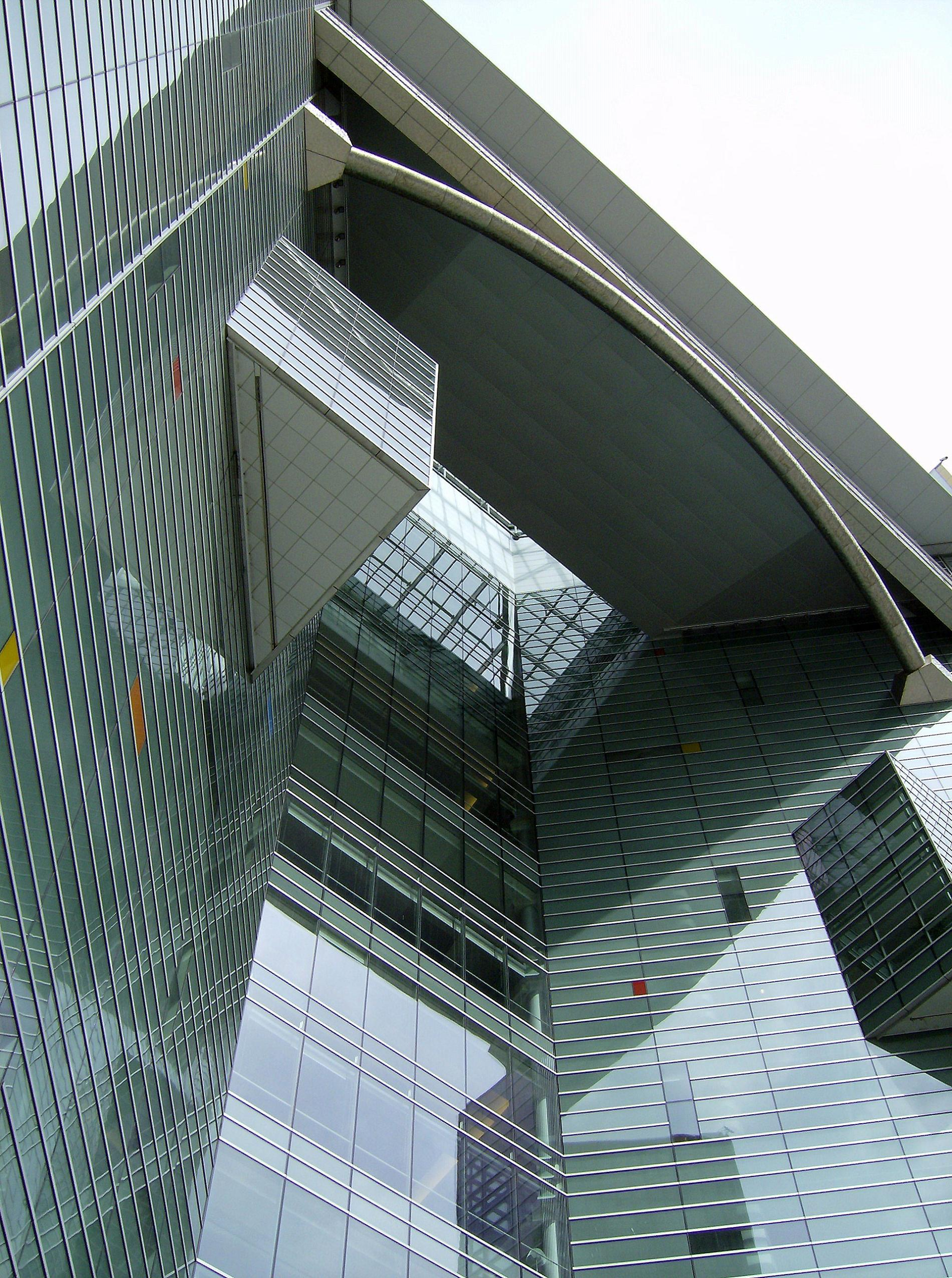
Arco en la fachada

## Lectura más lejana
- Sharoff, Robert (2005). American City: Detroit Architecture. Wayne State University Press. ISBN 0-8143-3270-6.